# Acque delimitate

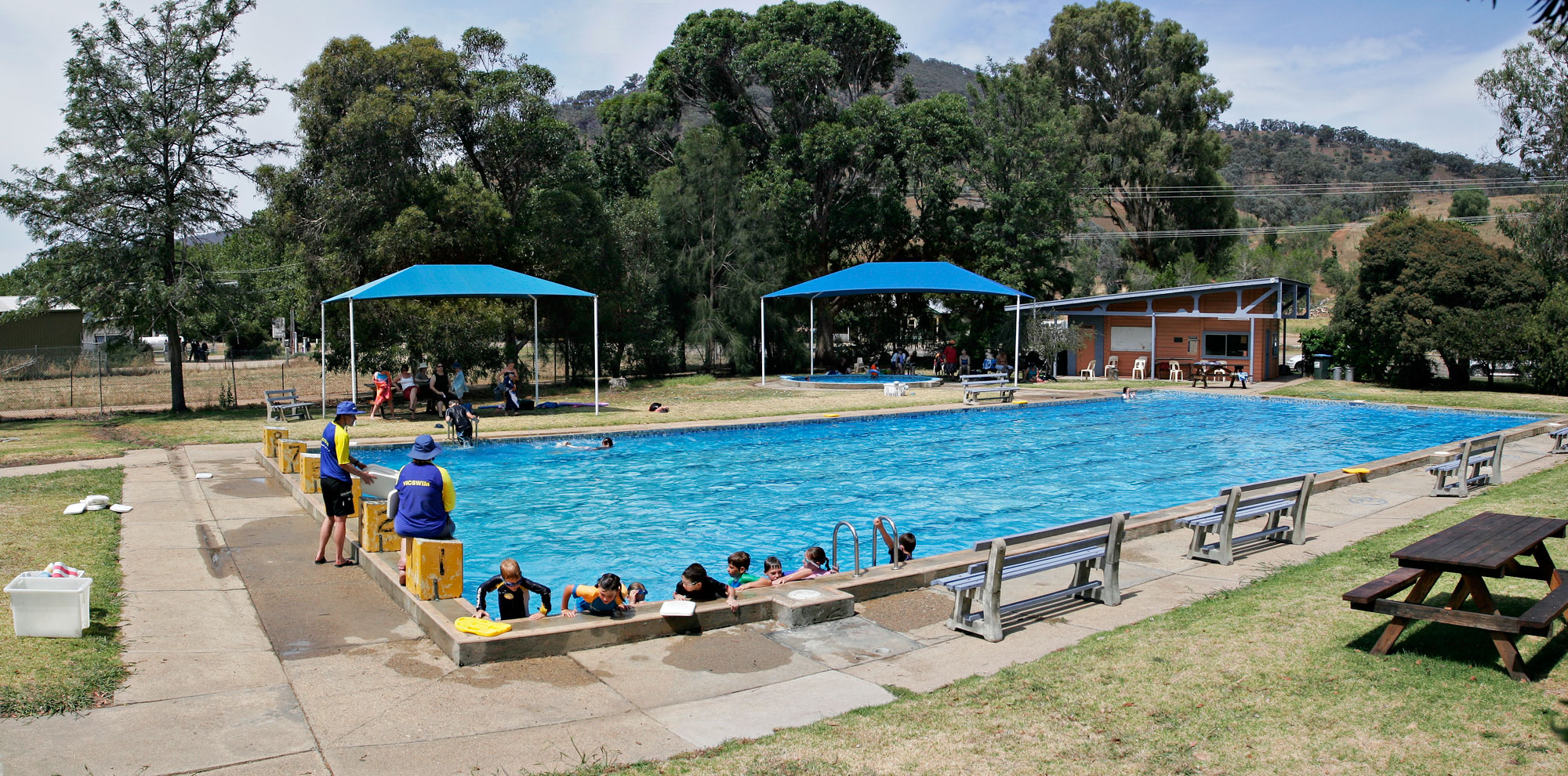
Acque delimitate

Il termine acque delimitate (o confinate) è comunemente utilizzato, specie nelle didattiche per l'insegnamento del nuoto o della subacquea, per far riferimento a quegli ambienti acquatici dove c'è una delimitazione protettiva dell'area. Ad esempio una piscina o un'area recintata destinata ai bagnanti.
Le acque delimitate sono intrinsecamente un luogo più sicuro rispetto alle acque libere per via del maggior grado di controllo che si può mantenere sull'ambiente: un tratto di mare, magari attraversato da traffico marittimo, presenta maggiori rischi potenziali rispetto ad una zona recintata destinata ai bagnanti.